# Меретуков, Сагид Марзаканович
Сагид Марзаканович Меретуков (род. 2 сентября 1961) — советский и российский самбист, призёр розыгрышей Кубка СССР, чемпион и призёр чемпионатов СССР, призёр чемпионата России, обладатель Кубка мира, чемпион мира, Заслуженный мастер спорта России (1998). Любимый приём — бросок через спину с колен. Выступал в легчайшей весовой категории (до 52 кг). Тренировался под руководством К. Багадирова и Арамбия Хапая. Работает тренером в «Центре спортивной подготовки по борьбе самбо» в Адыгее. Увлекается рыбалкой. Любит фильмы с участием Савелия Крамарова.

## Спортивные результаты
- Кубок СССР по самбо 1979 года — ;
- Кубок СССР по самбо 1980 года — ;
- Кубок СССР по самбо 1982 года — ;
- Чемпионат СССР по самбо 1982 года — ;
- Самбо на летней Спартакиаде народов СССР 1983 — ;
- Кубок СССР по самбо 1985 года — ;
- Чемпионат СССР по самбо 1985 года — ;
- Чемпионат СССР по самбо 1988 года — ;
- Чемпионат России по самбо 1993 года — ;